# Charmtroll med bikinikoll
Charmtroll med bikinikoll utkom 1996 och är det sjätte seriealbumet i den tecknade serien om Bert Ljung, en litterär figur skapad av de svenska författarna Sören Olsson och Anders Jacobsson. Seriealbumet är dock skapat Johan Unenge och Måns Gahrton.

## Omslag
Bert befinner sig på badstranden, stirrandes på två tjejer i bikini.

## Handling
Albumet är löst baserat på böckerna Berts ytterligare betraktelser och Berts bravader, men utspelar sig i ett universum där Bert är förälskad i Emilia, men befinner sig i samma skolmiljö som i de första seriealbumen. Sonja Ek (här ej namngiven) är hans lärarinna, Klimpen bor fortfarande i Öreskoga och eleverna sitter i klassiska folkskolbänkar. I böckerna intresserar sig Bert för Emilia då han går i sjunde och åttonde klass, och Klimpen har då flyttat till Motala efter femte klass.
Tidigt i albumet nalkas Lucia och julen, och efter en återgång till vardagen följer snart sommarrelaterade seriestrippar. En av seriestripparna, vars berättarteknik influerats av Julevangeliet i Bibeln, ger intrycket av att Bert skulle vara född vid julen snarare än 21 februari som i böckerna. Albumet avslutas med att Bert och Emilia kysser varandra utomhus.

## Övrigt
De sista sidorna innehåller Anders och Sörens julklappslistor, samt en intervju med Martin Andersson.

### Fotnoter
1. ↑  ”Charmtroll med bikinikoll” (på engelska). Worldcat. 14 mars 1996. https://www.worldcat.org/title/charmtroll-med-bikinikoll/oclc/186311788&referer=brief_results. Läst 30 mars 2015.